# گارد ملی کرواسی
گارد ملی کرواسی (کرواتی: Zbor narodne garde) یک نیروی نظامی بود که در کرواسی و درمیانه ماه‌های آوریل و می ۱۹۹۱ و در جریان جنگ استقلال کرواسی تشکیل شد.این نیرو در نوامبر ۱۹۹۱ به ارتش کرواسی تبدیل شد.